# Quả nứt

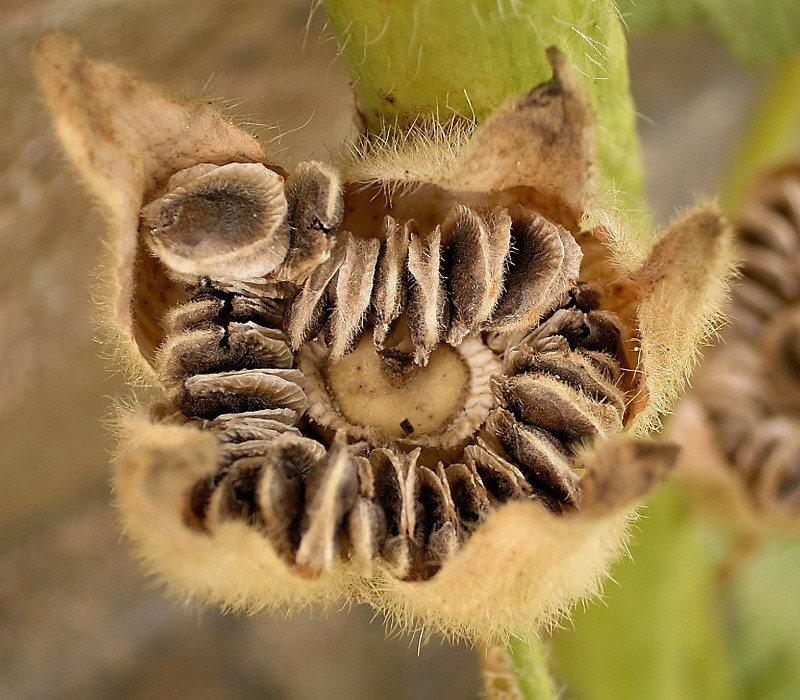
Quả nứt của Thục quỳ với mericarp có thể nhìn thấy.

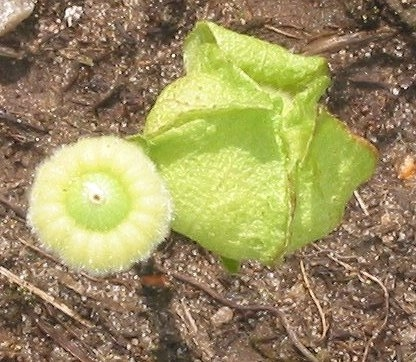
Mericarpo không mở (luôn đóng) từ Malva moschata.

Quả nứt là một loại quả nang khô không mở phát triển từ một bộ nhụy bao gồm các lá noãn tách rời hoàn toàn khi trưởng thành. Mỗi lá noãn tạo thành một mericarp. Các mericap thường chứa một hạt, thường mở và giải phóng hạt. Ví dụ về loại quả này có thầu dầu (chi Ricinus) và cà rốt (chi Daucus).

## Mô tả
Quả nứt là loại quả khô không mở, phát triển từ một bộ nhụy đa noãn. Khi trưởng thành, quả nứt bị tách thành các quả con riêng biệt, mỗi quả con chứa một hoặc nhiều hạt (mericarp của Abutilon có hai hay nhiều hạt), do đó chúng thường được gọi là "quả".
Và mỗi mericarp có thể:
- Mở một cách tự nhiên để giải phóng hạt, như trong chi Geranium (phong lữ). Trong trường hợp này, chúng tương tự như quả nang, nhưng có thêm một bước;
- Không mở, vẫn bị đóng lại sau khi trưởng thành giống như quả cà rốt (họ hoa tán) hay cẩm quỳ.

Một định nghĩa rộng hơn nhưng thường dùng hơn bao gồm bất kỳ loại quả nào tự tách thành các múi không phân biệt với một hạt duy nhất, như xảy ra ở chi Thóc lép  và một số thuộc họ cẩm quỳ.